# Dipturus australis
Dipturus australis  (лат.) — вид хрящевых рыб семейства ромбовых скатов отряда скатообразных. Обитают в умеренных водах юго-западной части Тихого океана между 27° ю. ш. и 36° ю. ш. Встречаются на глубине до 180 м. Их крупные, уплощённые грудные плавники образуют диск в виде ромба со удлинённым и заострённым рылом. Максимальная зарегистрированная длина 50 см. Откладывают яйца. Не являются объектом целевого промысла.

## Таксономия
Впервые вид был научно описан в 1884 году. Назван по географическому месту обитания.

## Ареал
Эти демерсальные скаты являются эндемиками вод Австралии (Новый Южный Уэльс, Квинсленд). Встречаются на континентальном шельфе глубине от 50 до 180 м.

## Описание
Широкие и плоские грудные плавники этих скатов образуют ромбический диск с округлым рылом и закруглёнными краями. На вентральной стороне диска расположены 5 жаберных щелей, ноздри и рот. На длинном хвосте имеются латеральные складки. У этих скатов 2 редуцированных спинных плавника и редуцированный хвостовой плавник.
Максимальная зарегистрированная длина 50 см.

## Биология
Подобно прочим ромбовым эти скаты откладывают яйца, заключённые в жёсткую роговую капсулу с выступами на концах. Длина капсулы 5,7 см, а ширина 3,2 см. Эмбрионы питаются исключительно желтком. Самки и самцы приблизительно одинакового размера. Самцы достигают половой зрелости при длине 43—48 см. Рацион состоит в основном из беспозвоночных, включая головоногих и ракообразных.

## Взаимодействие с человеком
Эти скаты не являются объектом целевого промысла. Попадаются в качестве прилова. За последние 20 лет численность скатов в уловах снизилась на 83 %. В некоторой части ареала промысел не ведётся. В 2002 году на австралийском рынке было продано 43 тонны крыльев ромбовых скатов, что соответствует массе 134 тонн скатов. Видовая принадлежность не установлена. Международный союз охраны природы присвоил виду охранный статус «Уязвимый».